# Belait (peuple)
Les Belait sont une population indigène du sultanat de Brunei en Asie du Sud-Est. Ils ont donné leur nom au district de Belait dans ce sultanat.
Les Belait sont musulmans. Leur langue, le belait, appartient à la branche malayo-polynésienne des langues austronésiennes. Parlée par à peine 1 000 individus, elle est menacée d'extinction. En effet, les Belait utilisent de plus en plus au quotidien le malais, la langue officielle de Brunei. En conséquence, la distinction avec les Malais n'est pas évidente. 
Les Belait sont l'une des sept ethnies officiellement reconnues à Brunei. Selon la constitution brunéienne, les Belait sont considérés comme Bumiputera (« indigènes »). Le gouvernement a toutefois tendance à catégoriser les Belait comme Malais.